# The Randy Rhoads Years
The Randy Rhoads Years è una raccolta dei Quiet Riot pubblicata nel 1993 per l'Etichetta discografica Rhino Records.
Il disco è dedicato allo scomparso Randy Rhoads, e contiene brani della band risalenti al periodo con il chitarrista.

## Il disco
Il disco raccoglie alcuni successi del gruppo risalenti al periodo nel quale era presente Randy Rhoads alla chitarra. Contiene alcuni brani che hanno composto i primi due album, e alcuni brani inediti, tutti scritti da Rhoads e/o DuBrow (eccetto la reinterpretazione "Afterglow (Of Your Love)" dei The Small Faces). L'occasione di sentire i Quiet Riot dell'epoca Rhoads per gli appassionati statunitensi e di tutto il mondo si presentò appena nel 1993 con questa raccolta, poiché i primi due album vennero distribuiti solo in Giappone e mai pubblicati altrove. Le tracce però risultano leggermente distinte dalle originali; di migliore qualità, rimasterizzate e riarrangiate. Alcune parti di basso vennero registrate nuovamente dal bassista Kenny Hillery, musicista arruolato dalla band nei primi anni novanta e che morirà suicida nel 1996. Anche se non è stato accreditato, anche la voce è stata probabilmente registrata nuovamente e riproposta da un DuBrow più maturo; si nota infatti la differenza con le versioni originali precedenti, dove il singer aveva poco meno di 25 anni e dove la voce appariva più giovanile e forse meno aggressiva.
Il brano "Last Call For Rock 'N' Roll" è in realtà una rivisitazione del brano "Mama's Little Angels" presente nel debut Quiet Riot; la musica è la stessa, ma il testo è stato completamente riscritto; fu infatti rielaborato nei primi anni novanta da DuBrow, assieme al batterista Bobby Rondinelli (ex Rainbow, Terrified), che in quel periodo collaborava con la band. Il brano "Laughing Gas", di cui non esiste una versione in studio, venne invece registrato in versione live al leggendario The Starwood di Los Angeles, il 6 luglio 1977, dove Randy culmina in un virtuoso assolo della durata di circa 6 minuti. Mentre segue il brano "Afterglow (Of Your Love)", cover degli Small Faces riproposta in versione acustica, presente anche nel secondo album Quiet Riot II. Nonostante manchino diversi brani inediti di cui non è mai esistita una registrazione ufficiale, che la band proponeva ai concerti negli anni settanta, rimane comunque una buona testimonianza del lavoro che i Quiet Riot assieme a Randy svolsero nel loro periodo di successo, prima che questo abbandonasse la band.

## Tracce
1. Trouble (DuBrow, Rhoads) - 4:31
2. Laughing Gas (Rhoads, DuBrow) - 9:48 [Live @ The Starwood il 6 luglio 1977]
3. Afterglow (Of Your Love) (Marriott, Lane) - 3:25 (The Small Faces Cover)
4. Killer Girls (DuBrow, Rhoads, Sobol) - 4:21
5. Picking Up the Pieces (DuBrow, Rhoads) - 3:12
6. Last Call For Rock 'N' Roll (DuBrow, Rhoads) - 4:21
7. Breaking Up Is a Heartache (DuBrow, Rhoads, Forsyth, Garni) - 2:54
8. Force of Habit (Rhoads, DuBrow) 3:22
9. It's Not So Funny (DuBrow, Rhoads) - 3:49
10. Look in Any Window (Rhoads) - 3:36

## Lineup
- Kevin DuBrow - Voce
- Randy Rhoads - Chitarra
- Kelly Garni - Basso
- Drew Forsyth - Batteria

### Altri membri
- Kenny Hillery - Basso